# Yellow Submarine (음반)
《Yellow Submarine》은 비틀즈의 10번째 공식 음반이다. 이는 동명의 애니메이션의 사운드트랙이다.
애니메이션의 화려함과는 달리, 《Yellow Submarine》이란 음반 자체는 비틀즈의 가장 인기 없는 앨범이라 여겨진다. 또한 이는 스튜디오 앨범이라기 보단 사운드트랙의 성격이 강한데, 트랙 중 6곡만 비틀즈의 노래이다.
또한, 발매 당시 앨범에 수록된 곡 중 대부분은 "신곡"이 아니었다. 〈Yellow Submarine〉은 이미 1966년 발매된 앨범 《Revolver》에 수록되어 있었고, 〈All You Need Is Love〉는 1967년 미국판 《Magical Mystery Tour》에 수록되어 큰 흥행에 성공한 곡이었다. 〈Only A Northern Songs〉는 원래 《Sgt. Pepper's Lonely Hearts Club Band》에 수록될 예정이었다가 빠진 곡이었는데 이 앨범을 위해서 짧게 편집되었다. 〈Across the Universe〉는 본래 이 앨범에 수록되려고 했던 후보 중 하나였으나, 제외되었다.
사이드 2의 곡들은 조지 마틴이 편곡하였다.
1999년 영화의 재발매와 함께, 이 앨범 역시 같이 재발매되었다.

## 곡 목록
- 특별한 언급이 없는 한 모든 곡들은 레논-매카트니 작곡이다.

| #  | 제목                               | 보컬          | 재생 시간 |
| -- | ---------------------------------- | ------------- | --------- |
| 1. | Yellow Submarine                   | 스타          | 2:40      |
| 2. | Only a Northern Song (조지 해리슨) | 해리슨        | 3:24      |
| 3. | All Together Now                   | 매카트니,레논 | 2:11      |
| 4. | Hey Bulldog                        | 레논,매카트니 | 3:11      |
| 5. | It's All Too Much (해리슨)         | 해리슨        | 6:25      |
| 6. | All You Need Is Love               | 레논          | 3:51      |